# Mahmoud Mokhtar
Mahmoud Mokhtar (10 de maio de 1891 - Cairo, 28 de março de 1934) foi um escultor egípcio. Ele estudou na Escola das Finas Artes no Cairo, devido à sua abertura em 1908 pelo príncipe Yusuf Kamal, e fez parte dos "pioneiros" originais do movimento de arte egípcia. Apesar de sua morte precoce, ele teve grande impacto na concepção e formação da arte egípcia contemporânea. Seu trabalho é creditado como sendo o sinal do início do movimento modernista no Egito, e é por vezes referido como o pai da escultura egípcia moderna.

## Biografia
Nascido no delta do Nilo em um pequeno vilarejo chamado Douar skouila, na região de Mahalla al-Kubra, na vila de Tanbara, onde seu pai era o prefeito ('Omda). Mokhtar mudou-se para o Cairo ainda criança com sua mãe, e em 1908 juntou-se à recém fundada Escola Egípcia das Finas Artes.

## Museu
O Museu Mokhtar no Cairo abriga as obras de Mahmoud Mokhtar em diversas mídias.